# Fingers
Fingers is het vierenvijftigste album in de Lucky Luke-stripreeks. Het is geschreven door Lo Hartog van Banda en getekend door Morris, en verscheen in 1983. Dit is het drieëntwintigste Lucky Luke-album dat Dargaud heeft uitgegeven.

## Inhoud
Fingers is een goochelaar met een uitstekende vingervlugheid. Hoewel Fingers een eerlijk man probeert te zijn, kan hij zijn handen vaak niet bedwingen waardoor hij van alles steelt. Als Fingers naar de gevangenis moet, ontmoet hij de Daltons. Die merken zijn vreemde talent op en misbruiken het om te ontsnappen, en vervolgens voor berovingen. Fingers doet met hen mee omdat de Daltons hem bedreigen. Later komt zijn eerlijkheid echter boven als hij Lucky Luke helpt de Daltons te arresteren. Lucky Luke is overtuigd van Fingers' eerlijkheid maar heeft veel te stellen, door diens te vlugge vingers. Toch is hij vastbesloten Fingers bij te staan. Hoewel Fingers veel moeilijkheden brengt, maakt hij zijn fouten altijd goed en verricht hij ook goede daden. Uiteindelijk blijft Fingers achter, als Lucky Luke weer verder op reis gaat.